# Sárffy Tamás
Sárffy Tamás (Körmend, 1953 –)  lovasoktató,  a természetes lovaglás oktatásának hazai úttörője.

## Életrajz
Hatéves korától tanult lovagolni, először édesapjától, majd Farkas József, Tibor István és Makkos Vilmos tanították.
1976-tól Ausztriába települt. 1980–tól orvostanhallgató Innsbruckban, 1986-tól 1991-ig jogot tanult, mellette gyógyszerreferens volt. Közben azonban folyamatosan foglalkozott lovakkal.
1992-ben Amerikában ismerkedett meg a lovaglásnak azzal a változatával, amelyben a lovakat, nem mint emberi tulajdonságokkal „felruházott” sporteszközöket használják, ahol a motor még nem tudta kiszorítani őket a munkából, ott ahol a ló még társként dolgozik.
1999-ben hazatelepült, és Appaloosa Ranch néven Szőcén (Vas megye) létrehozta a természetes lovasképzés központját. 2004-ben Parelli képzésen vett részt.
Lovasoktatóként Magyarországon vizsgázott, Németországban pedig EWU Westertrainer C képzésben vett részt.
Módszerét 2004 óta SA Natural Horsemanship, 2007 óta Bala-SA természetes lókiképzés néven oktatja. Módszerének kialakítása során a természetes lovasképzés (natural horsemanship) nyugaton kialakult rendszerét a magyar hagyományokkal, főleg Balassa Konstantin munkájával ötvözte alakította ki saját módszerét, melyet az iránta érzett tiszteletből 2007 óta Bala-SA módszer néven jegyez.

## A Bala-SA természetes lókiképzés
Sárffy Tamás módszere, a Bala-SA természetes lókiképzés alapelvei a következetesség, fokozatosság és türelem. Mottója:
„Bala-Sa Natural Horsemanship egyfajta filozófiával társult lovas életforma. A lovak, a természet, az élőlények tisztelete, és a harmonikus együttélés velük, a legfontosabb cél. Nem a gyors, a múló dicsőség, hanem a tartós barátság kiépítésére törekvés kell, hogy vezérelje a Bala-Sa Natural Horsemanship híveit. Lovaglási stílustól függetlenül, természetes mozgásra, természetes lovaglásra ösztönöz.”

## Munkássága
Rendszeres munkatársa és szerkesztőségi tagja a Lovas Nemzet folyóiratnak
Két részes oktató DVD-je (Suttogjunk Együtt) 2008-ban jelent meg.

## Közéleti tevékenység
Alapító tagja a Magyar Appaloosa Tenyésztők Egyesületének.

## Elismerések
A Haza Szolgálatáért Érdemérem Bronz Fokozatának birtokosa

## Külső hivatkozások
- Sárffy Tamás honlapja